# Kimitoön

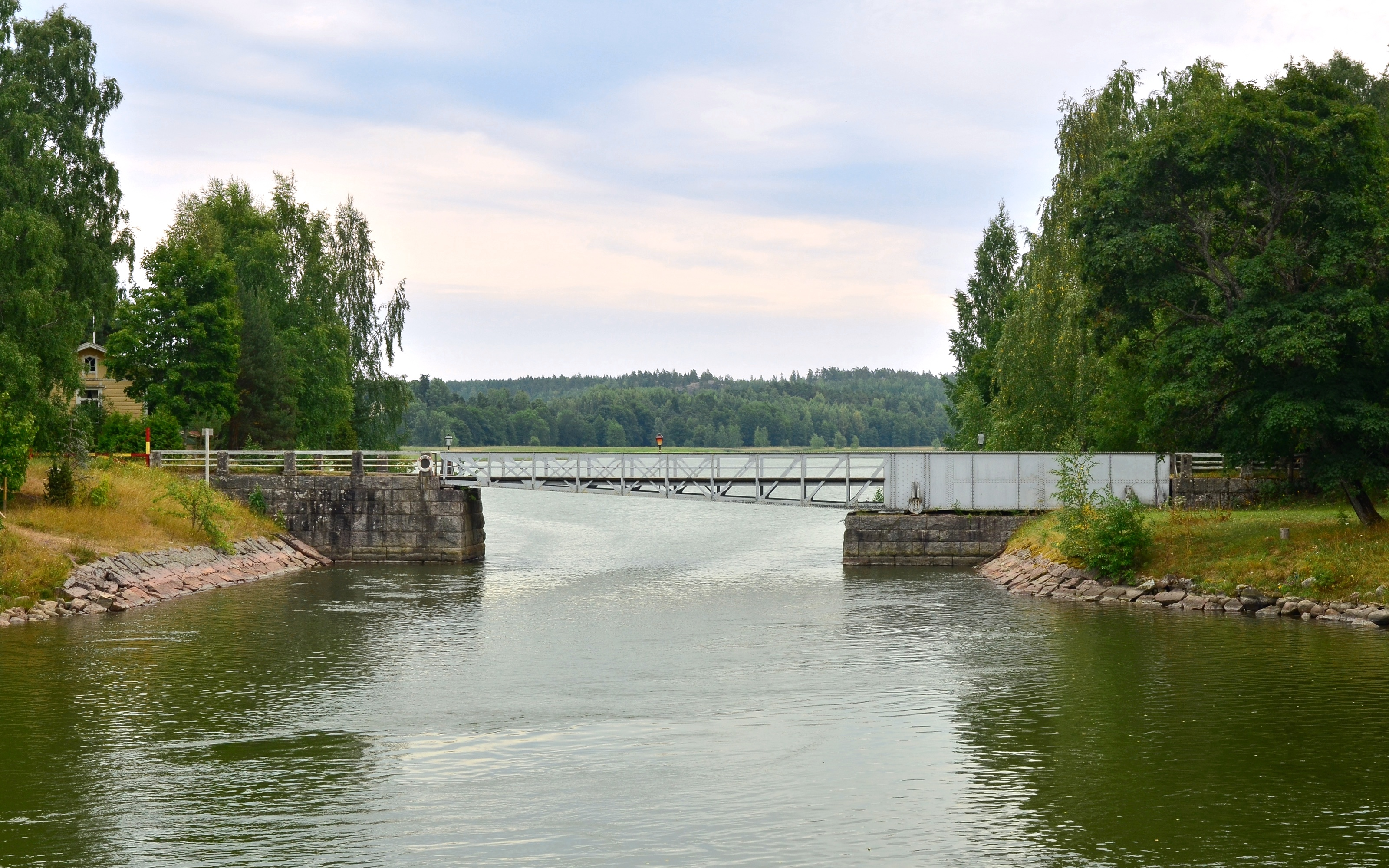
Most přes Strömma kanal

Kimitoön (finsky Kemiönsaari, rusky Чимиту) je ostrov u finského pobřeží, součást provincie Vlastní Finsko. Leží 40 km jihovýchodně od Turku, má rozlohu 524 km² a žije na něm asi 7500 obyvatel. Většina z nich hovoří švédsky. Ostrov je lesnatý a rovinatý, nejvyšší bod má 71 metrů nad mořem. Od pevniny ho oddělují dva úzké průlivy: Relaxfiord na severu a Strömma kanal na východě. Na jih a západ od hlavního ostrova se nachází množství menších ostrůvků, které spolu s ním tvoří obec Kimitoön.
V roce 1808 došlo u pobřeží ostrova k námořní bitvě, v níž holandský kapitán v ruských službách Login van Heyden porazil švédskou flotilu.
V létě se na ostrově koná významný hudební festival.